# イチハラビロウドザメ
イチハラビロウドザメ（学名: Scymnodon ichiharai）は、オンデンザメ科に属するサメの一種。北西太平洋の日本の駿河湾とその周辺海域及び、台湾に分布する。中国の台東市からも記録がある。
また、インド洋のアンダマン・ニコバル諸島にも分布する。
IUCNは保全状況について危急種としている。
種小名のichiharaiは東海大学海洋学部元教授の故市原忠義にちなむ。

## 分類
1984年、 学術誌『日本魚類学雑誌』において、海洋生物学者の矢野和成と田中彰が「イチハラビロードザメ Scymnodon ichiharai」の名で記載した。ホロタイプは1983年3月16日に静岡県の駿河湾、 興津近辺（北緯35°02.9’、東経138°34.6’）の水深580mから得られた全長101.1cmの雄。
他に、1980年6月5日から1983年5月14日の間に駿河湾の水深450-830メートルで得られた、全長38.7-145.5センチメートルの13個体がパラタイプに指定されている。
記載された当時、属名のScymnodonはビロウドザメ属として扱われていたが、後の研究によってビロウドザメ属は、ビロウドザメZameus squamulosusと本種のみで構成されるZameusという属名に変更された。2014年の研究でビロウドザメ属から本種のみが分離、Scymnodonの属名を持つフトビロウドザメ属に分類され、記載された当初の学名に戻っている。

## 形態
第一背鰭棘が体長の中央より前方に位置、尾鰭の欠刻がはっきりしていること、歯の形が左右非対称であること、成魚においては盾鱗の外縁は鋸歯状かなめらかで、三又状ではないこと、腹鰭と尾鰭の間の距離は体長の10.2-14.0%であることが特徴。
ただし、幼魚の場合、鱗の外縁が三又状である。体色は全体的に暗褐色。
近縁のScymnodon macracanthusは本種と多くの特徴を共有するが、相違点は、成魚の鱗の外縁が三又状であること、腹鰭と尾鰭の間の距離は体長の15.4-17.6%であることである。
全長は最大で151.1センチメートル。

## 分布
北西太平洋と北東インド洋に分断して分布する。
北西太平洋域では日本の駿河湾とその周辺海域、台湾及び中国の台東市からも記録がある。
北東インド洋から1個体の標本を基に分布が確認されている。

## 生態
生殖方法は 胎生。水深500-800メートルに生息することが多い。

## 人との関わり
生息域に位置する港町、焼津の漁師の間では食用の深海ザメとして認知されているようである。
分布海域に面する各国過去102年の漁獲情報に基づき、少なくとも30%以上の個体数減少が推測されているため、IUCNは保全状況について危急種としている。